# لويس سانشيز (لاعب كرة قاعدة)
لويس سانشيز (بالإسبانية: Luis Sánchez)‏ هو لاعب كرة قاعدة فنزويلي، ولد في 24 أغسطس 1953 في Cariaco ‏ في فنزويلا، وتوفي في 4 فبراير 2005 في لا غوايرا في فنزويلا.

## وصلات خارجية
- لويس سانشيز على موقع الدوري الياباني لكرة القاعدة (الإنجليزية)
- لويس سانشيز على موقعبيزبول رفرنس.كوم (الدوري الرئيسي) (الإنجليزية)
- لويس سانشيز على موقعبيزبول رفرنس.كوم (الدوري الثانوي) (الإنجليزية)
- لويس سانشيز على موقع إي إس بي إن.كوم (أم.أل.بي) (الإنجليزية)
- لويس سانشيز على موقع مشجعي الرسوم البيانية (الإنجليزية)